# Maisie Richardson-Sellers
Pour les articles homonymes, voir Richardson.
Maisie Richardson-Sellers, née le 2 mars 1992 à Londres (Royaume-Uni), est une actrice britannique.

## Biographie
La mère de Maisie Richardson-Sellers est l'actrice britannique Joy Richardson. Elle est apparue aux côtés de sa fille dans un épisode de « Legends of Tomorrow » en tant qu'ancêtre d'Amaya.
En 2013, elle a obtenu son diplôme en archéologie et anthropologie, de l'université d'Oxford, où elle a participé et dirigé plusieurs pièces de théâtre, y compris Mephisto, Chatroom et There Will Be Red.

### Carrière
Maisie Richardson-Sellers commence sa carrière par de petits rôles au cinéma avant son apparition dans Star Wars Episode VII: The Force Awakens, en  2015, ou elle interprété le rôle du lieutenant Korr Sella, l'assistante de la générale Leia Organa, interprétée par Carrie Fisher.
Ce rôle lui vaut d'être remarquée par la chaîne de télévision américaine The CW. La jeune femme interprétera un rôle secondaire dans la série The Originals, en 2014.  
En 2016, elle rejoint l'équipe de Legends of Tomorrow dans laquelle elle interprète le rôle de Amaya Jiwe / Vixen, une jeune Africaine protégeant sa tribu durant la Seconde Guerre mondiale. Maisie a quitté la série à la fin de la cinquième saison.
En mai 2019, elle rejoint le casting de la comédie romantique The Kissing Booth 2 aux côtés de Joey King, Joel Courtney et Jacob Elordi. Il est disponible depuis le 24 juillet 2020 sur Netflix. Le 26 juillet 2020, Netflix annonce un troisième volet The Kissing Booth 3, prévu pour 2021. Déjà terminé, le film a été tourné à cheval avec le second volet, durant l'été 2019.

### Vie privée
Elle se considère ouvertement comme lesbienne
. Elle est en couple avec la chanteuse soul de CLAY depuis 2016.

## Filmographie

### Au cinéma
- 2012 : Our First World
- 2013 : Americano and Rum : Ellie
- 2015 : Star Wars, épisode VII : Le Réveil de la Force  : Korr Sella
- 2017 : Melody : Melody
- 2020 : The Kissing Booth 2 de Vince Marcello : Chloé Winthrop
- 2021 : The Kissing Booth 3 de Vince Marcello : Chloé Winthrop

### À la télévision
- 2014-2017 : The Originals (rôle récurrent saisons 2 et 3, invitée saison 4, 15 épisodes) : Eva Sinclair / Rebekah Mikaelson
- 2016 : Of Kings and Prophets (série TV, 9 épisodes) : Michal
- 2016- 2020 : Legends of Tomorrow (série TV, 64 épisodes) : Amaya Jiwe / Vixen / Charlie
- 2018 : Suit Up : Amaya Jiwe / Vixen (court-métrage)
- 2022 : The Undeclared War : Kathy Freeman